# Середочная
Середочная — река на полуострове Камчатка в России. Протекает по территории Елизовского и Мильковского районов. Длина реки — 17 км.
Начинается на западных склонах Валагинского хребта. Течёт в общем северо-западном направлении. В низовьях протекает у подножия горы Пять Братьев. Впадает в реку Малая Вахмина слева на расстоянии 65 км от её устья. Долина реки покрыта лесом.
По данным государственного водного реестра России относится к Анадыро-Колымскому бассейновому округу. Код водного объекта — 19070000112120000013321.